# Kruhel Pawłosiowski
Kruhel Pawłosiowski – dawniej wieś, obecnie część miasta Jarosławia, w południowo-wschodniej Polsce, położona w województwie podkarpackim, w powiecie jarosławskim.

## Historia
Wieś wzmiankowana w 1589 roku, która posiadała 2¼ łanów kmiecych. Od 1636 roku wieś była własnością Anny Alojzy z Ostrogskich Chodkiewiczowej.
W 1653 roku Kruhel Pawłosiowski wraz z Muniną został zapisany jako własność jarosławskich Jezuitów.
W 1886 roku w Kruhelu Pawłosiowskim było 265 osób zamieszkałych w 47 domach (w tym: 172 rzymsko-katolikw, 78 grekokatolików 15 żydów).
W 1898 roku wybrano zwierzchność gminną, której naczelnikiem został Jan Podolec. W 1902 roku było 425 mieszkańców w 73 domach we wsi, i 41 mieszkańców w 4 domach w obszarze dworskim.
W 1934 roku Kruhel Pawłosiowski wszedł w skład gminy wiejskiej Jarosław. W późniejszym czasie wieś została włączona do Jarosławia.